# The M+M's Tour
The M+M's Tour je páté koncertní turné americké zpěvačky Britney Spears. Série šesti koncertů se odehrávala pouze v klubech v USA. Začalo 1. května 2007 a končilo 20. května 2007. Vystoupení trvala pouze 12-16 minut a Britney zpívala na playback a skoro ani netančila. Vystoupení byla vyprodána během minut, ale jinak byla spíš kritizována negativně.

## Seznam písní
1. "...Baby One More Time"
2. "I'm a Slave 4 U"
3. "Breathe on Me"
4. "Do Somethin'"
5. "Toxic"

## Seznam vystoupení
| Datum           | Město       | Stát                   | Místo vystoupení  |
| --------------- | ----------- | ---------------------- | ----------------- |
| Severní Amerika |             |                        |                   |
| 1. května 2007  | San Diego   | Spojené státy americké | House of Blues    |
| 2. května 2007  | Anaheim     | Spojené státy americké | House of Blues    |
| 3. května 2007  | Los Angeles | Spojené státy americké | House of Blues    |
| 6. května 2007  | Las Vegas   | Spojené státy americké | House of Blues    |
| 19. května 2007 | Orlando     | Spojené státy americké | House of Blues    |
| 20. května 2007 | Miami       | Spojené státy americké | Mansion Nightclub |